# Flecha de parto

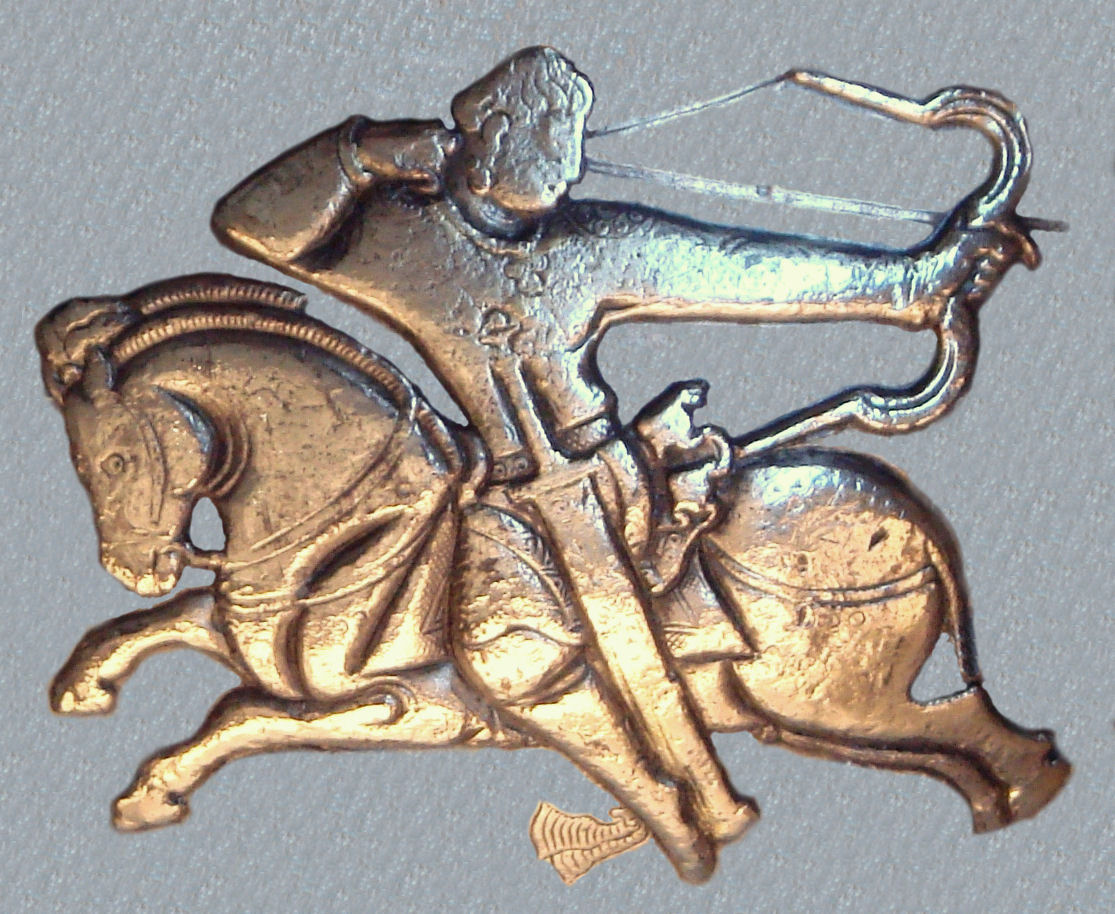
Relevo de taça heftalita de prata, que retrata uma flecha de parto a ser sagitada

A  flecha de parto  também dita seta de parto ou ainda disparo parto, é uma táctica militar de cavalaria ligeira, que foi empregue pelos Partos, povo nómada indo-europeu, do Norte do Irão e dalgumas partes do Sul da Arménia.
Esta manobra militar passava por envidar uma fuga, fosse ela verdadeira ou fingida, por molde a que os hippotoxótai (lit. «cavaleiros flecheiros», era o nome dado aos arqueiros partos, que iam a cavalo) se voltassem em cima das montadas, para arrostar com os inimigos, que iam no seu encalço, desfrechando sobre eles uma saraivada de setas.
Esta manigância, naturalmente, exigia exímios dotes de equitação, por parte do arqueiro, posto que ficava com as mãos ocupadas com o arco compósito, deixando as rédeas da montada à solta. A isto acresce que, à época, os estribos ainda não tinham sido inventados, pelo que o cavaleiro estava inteiramente à mercê da sua capacidade de se apernar ao dorso do cavalo, correndo o risco de resvalar e cair.

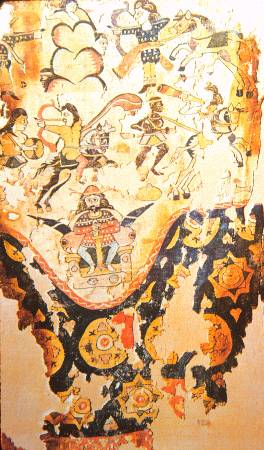
Peça textil copta, de um cavaleiro sassânida a flechar um disparo de parto.

Esta táctica oferecia a vantagem de apanhar o adversário de surpresa, porquanto aquele, à partida, se julgaria a braços com uma retirada convencional do inimigo, o que lhe inspiraria um sentimento de falsa confiança, em sede do qual se propiciariam erros e o desmanchar das formações, a fim de ir de embute aos inimigos em fuga. Assim que a formação se desmanchasse, os arqueiros partos aproveitavam para desfrechar sobre os inimigos, que se encontrariam, nesse comenos, desprotegidos. 
Além do mais, a grande mobilidade dos arqueiros montados permitia-lhes repetir esta manobra da «flecha de parto» várias vezes, num jogo de toca-e-foge, possibilitado pelo facto de não ser possível à cavalaria adversária, adaptar o galope necessário para os alcançar, quando tinha de ora partir no seu encalço, ora destroçar a formação, para se tentar esquivar às esfuziadas das setas.
Além dos partos e dos seus sucessores, os sassânidas, esta táctica foi amiúde empregue pelos nómadas das estepes eurasiáticas, o que abarca: os citas, os hunos, os turcos, os magiares, os mongóis, as amazonas, os coreanos e o urárticos.

## Precursores
O historiador russo Askold Ivantchik, na sua obra «Le "Parthian Shot", Cinquant Ans Après Rostovizeff», refere que há numerosas representações egípcias da deusa Astarte, montada a cavalo e a sagitar setas à retaguarda, datadas da época do Reino Novo.
Com efeito, este o autor faz menção de um relevo de Ramessés II, onde figura um cavaleiro armado com arco e a despedir uma seta à retaguarda, numa representação da Batalha de Cades em 1286 a.C.

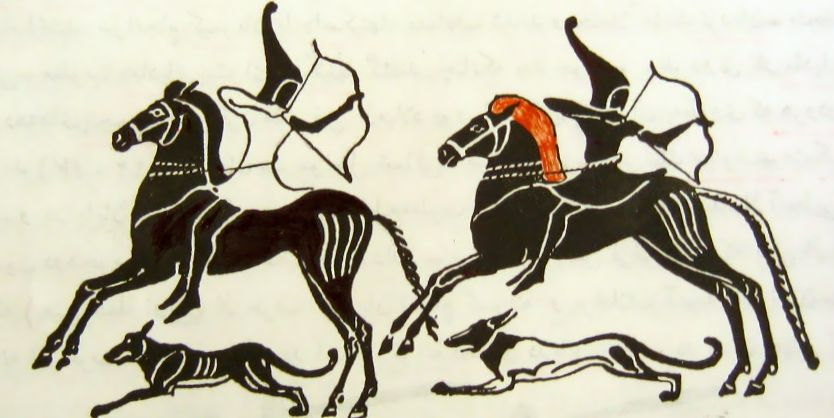
Cavaleiros cimérios a executar a manobra de flecha de parto - imagem retratada num prato da civilização pôntica, datado do séc. VI a.C.

Pelo que este historiador constata que as «flechas de parto» não seriam completamente desconhecidas no próximo Oriente, antes das invasões dos cimérios e dos citas. Sendo certo que tal prática seria, em todo o caso, marginal, daí que tenha ficado atestada em representações para a posterioridade, dada a sua raridade, para os padrões egípcios da época. Com a ressalva adicional que as representações egípcias, destas flechadas à retaguarda, figuram mais amiúde em representações de caça do que de guerra. 

## Uso contra os Romanos
Os partos serviram-se desta manobra, obtendo notável sucesso, em combate contra os romanos. Mais concretamente, Marzaban Surena obteve uma estrondosa vitória contra o general romano Crassus, na Batalha de Carras, no início de Julho de 53 a.C.
Nesta batalha, Crasso contava com 1.300 cavaleiros, 5 mil arqueiros e 8 coortes de infantaria, totalizando 4 mil homens, ao seu dispor. Por contraparte, Surenas dispunha de 9 mil hippotoxótai (cavaleiros arqueiros) e mil catafractários, perfazendo cerca de 10 mil homens. Nesta batalha, em que se sagrou a célebre expressão «erro crasso», crismada pelo homólogo general romano, as tropas romanas foram dispostas em fileira oblíqua, à cautela das investidas dos catafractários. Porém, ao fazer isso, vulnerabilizaram-se às investidas da cavalaria ligeira dos hippotoxótai.
Dessarte, os romanos avançaram reiteradamente contra as hostes da cavalaria pártica, a fim de conseguir encetar combate à queima-roupa, mas os arqueiros montados conseguiram sempre esgueirar-se aos intentos das tropas legionárias, resguardados pelos catafractários. Sempre que se escamoteavam aos ataques romanos, os arqueiros montados voltavam-se e asseteavam  flechas de parto sobre os legionários, que os acossavam.
Decidiu-se, ao depois, que os legionários deviam reforçar a defesa e assumir a formação de tartaruga, imbricando dos escudos uns nos outros, por forma a resguardarem-se da saraivada de setas que sobre si chovia. Sem embargo, esta formação tinha sérias limitações, no cômputo dos combates à queima-roupa, as quais foram aproveitadas lautamente pelos catafractários da cavalaria pártica, que debandaram sobre os legionários, que, espavoridos, desmancharam a formação e desarvoraram pelo campo de batalha, ficando à mercê das frechadas párticas e do achoar desnorteado dos próprios camaradas. 

## Uso pelos Fenícios
Silius Italicus atribuía aos fenícios de Sídon uma táctica militar semelhante à flecha de parto.

## Uso pelos Muçulmanos
A táctica da flecha de parto foi amiúde usada pelo conquistador muçulmano Muizadim Maomé na segunda batalha de Taraori em 1192, contra as hostes elefânticas, cavalaria e infantaria pesadas indianas. Foi também usada por Alparslano, na Batalha  de Manzicerta, em 1071, contra os bizantinos e por Subedei na batalha de Legnica em 1241, contra a cavalaria polaca.
A locução «flecha-de-parto» significa, em língua portuguesa, uma frase mordaz e caustica, proferida por alguém que está prestes a retirar-se.
O linguista e autor português, Manuel Monteiro, propôs, na sua obra «Por amor à língua», o uso da expressão "flecha de parto" como alternativa ao anglicismo "one liner".  

## Abonações literárias
Ele então dispara a flecha de parto que deve excluir em definitivo Ricoeur do debate intelectual e sobretudo científico: é um crente, um cristão, e a esse título, em nome da separação da Igreja e do Estado, a sua palavra não deve ser recebida.— François Dosse, Paul Ricoeur: um filósofo do seu século (2012)
Já não corro o risco de cair nas fronteiras, atingido por um machado helénico ou trespassado por uma flecha de parto;— Marguerite Yourcenar, Memórias de Adriano (1951)
E saiu sorrateiramente, fechando a porta. Foi uma flecha de parto. O nome do mr. Parfitt feria-me o âmago, trazia o rubor da vergonha às minhas faces.— Aldous Huxley , Those Barren Leaves (1925)